# St. Nikolaus (Poigern)

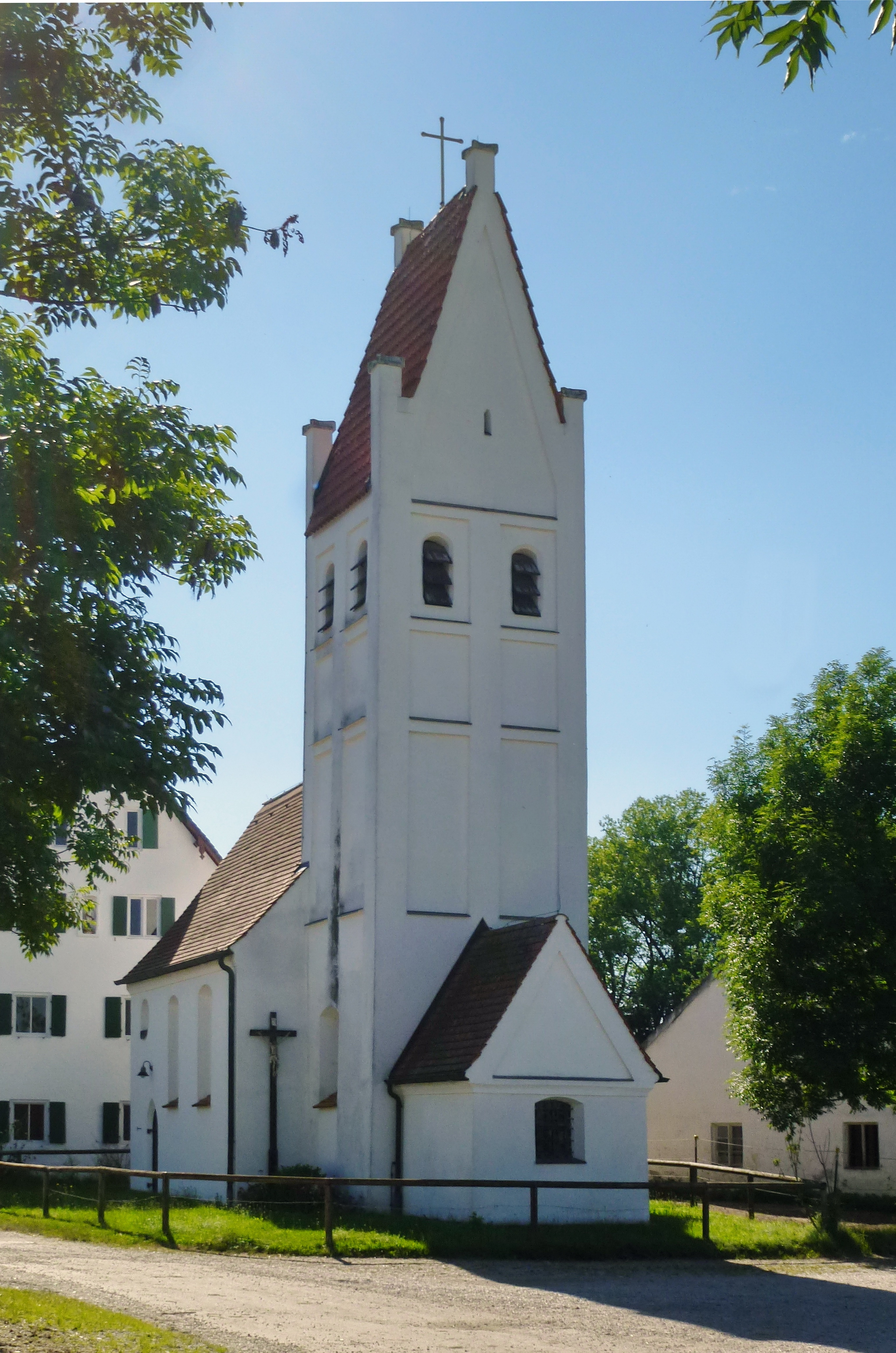
St. Nikolaus in Poigern

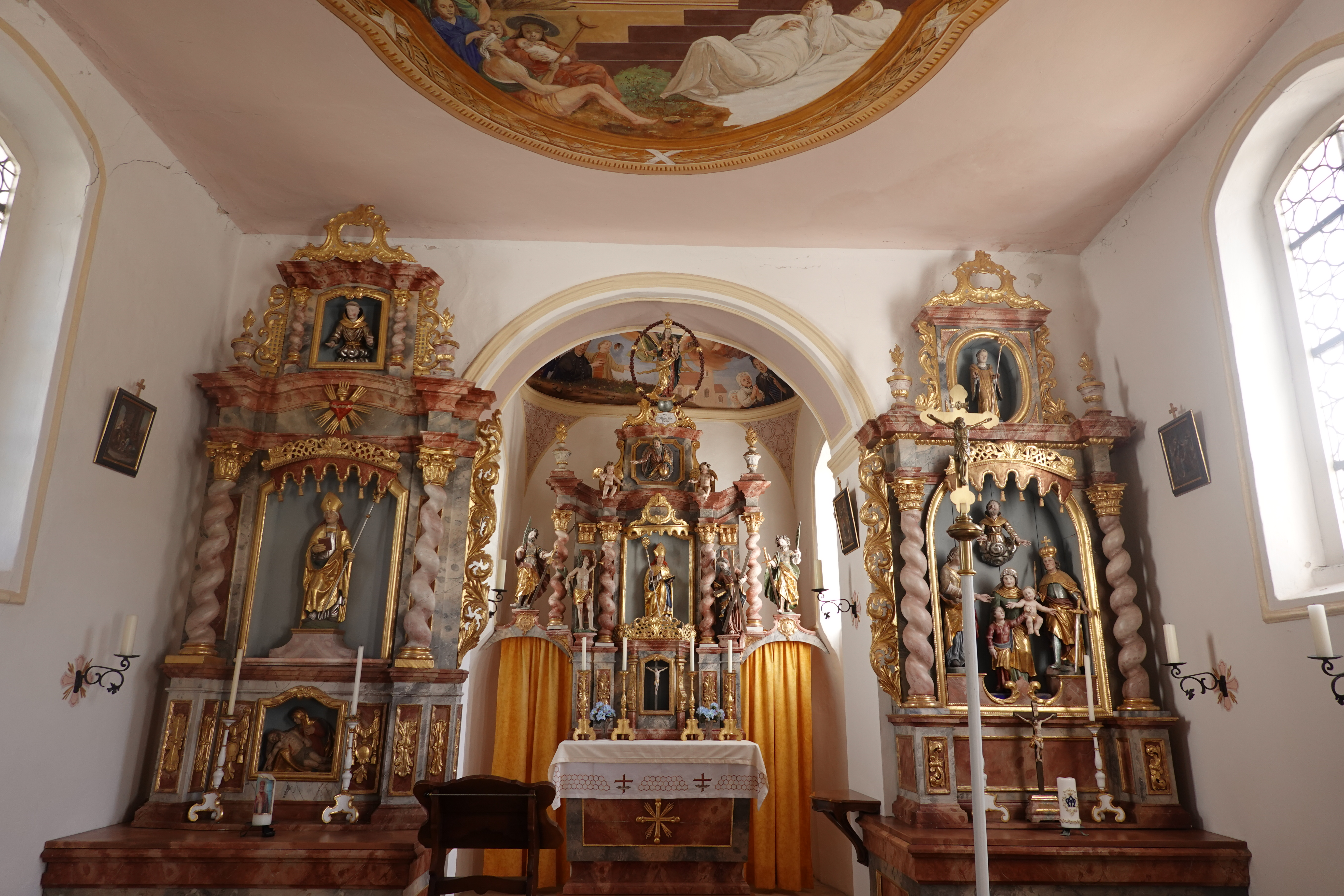
Altäre

Die römisch-katholische Kirche St. Nikolaus steht in Poigern, einem Gemeindeteil von Egenhofen im oberbayerischen Landkreis Fürstenfeldbruck. In der Liste der Baudenkmäler in Egenhofen ist sie unter der Nr. D-1-79-117-8 eingetragen. Sie ist eine Filialkirche der Pfarrei St. Leodegar, Egenhofen, im Dekanat Fürstenfeldbruck des Erzbistums München und Freising.

## Beschreibung
Die spätgotische Saalkirche wurde im frühen 18. Jahrhundert barock umgestaltet. Sie besteht aus dem Langhaus zu drei Jochen, dem Chorturm im Osten und der Sakristei an der Ostwand des Turms. Der Innenraum des Langhauses ist mit einer Flachdecke überspannt, der des Chors im Erdgeschoss des Turms mit einer Kuppel. Die Deckenmalerei im Chor wird Johann Georg Dieffenbrunner zugeschrieben.
Drei Altäre stammen aus dem frühen 18. Jahrhundert. Der Hochaltar wird von den Skulpturen des heiligen Sebastian und des Apostels Andreas flankiert. Über den seitlichen Durchgängen stehen die Statuen der Wetterheiligen und Märtyrer Johannes und Paulus. Eine Statue des Kirchenpatrons, des heiligen Nikolaus steht im Mittelteil des Hochaltars. Sie soll aus der Zeit um 1500 stammen. Dargestellt ist der Heilige im Bischofsgewand. In der Hand hält er ein Buch und darauf die drei Goldkugeln, die er der Legende zufolge einer armen Familie schenkte, um die Töchter vor der Prostitution zu bewahren.
Einige Statuen in der Kirche lassen sich anscheinend nur schwer zuordnen. Eindeutig ist jedoch die Anna selbdritt im südlichen Seitenaltar mit dem heiligen Johannes dem Evangelisten und der Figur eines nicht benannten Kaisers. Anna hält auf dem linken Arm ihren Enkel Jesus. Ihre Tochter Maria, die Mutter Jesu, steht zu ihrer Rechten, wie in vielen Anna-selbdritt-Darstellungen viel zu klein. Maria scheint dem Kleinen einen Apfel oder einen Ball reichen zu wollen.